# هيلغا موريرا
هيلغا موريرا (بالبرتغالية: Helga Moreira‏) هي كاتِبة وشاعرة برتغالية، ولدت في 1950 في Quadrazais ‏ في البرتغال.